# Пабажи (платформа)
Па́бажи (латыш. Pabaži) — железнодорожный остановочный пункт на линии Земитаны — Скулте, в черте города Саулкрасты. В Пабажи останавливаются все электропоезда, следующие маршрутами Рига — Саулкрасты и Рига — Скулте. Расстояние от Риги — 45 км, от Земитаны — 41 км и от Скулте — 11 км. Открыт 1 июня 1934 года.